# Babajurtovskij rajon
Il Babajurtovskij rajon (in russo Бабаюртовский район?) è un distretto municipale del Daghestan, situato nel Caucaso.